# 基比坎
22°49′29″N 82°21′21″W / 22.82472°N 82.35583°W

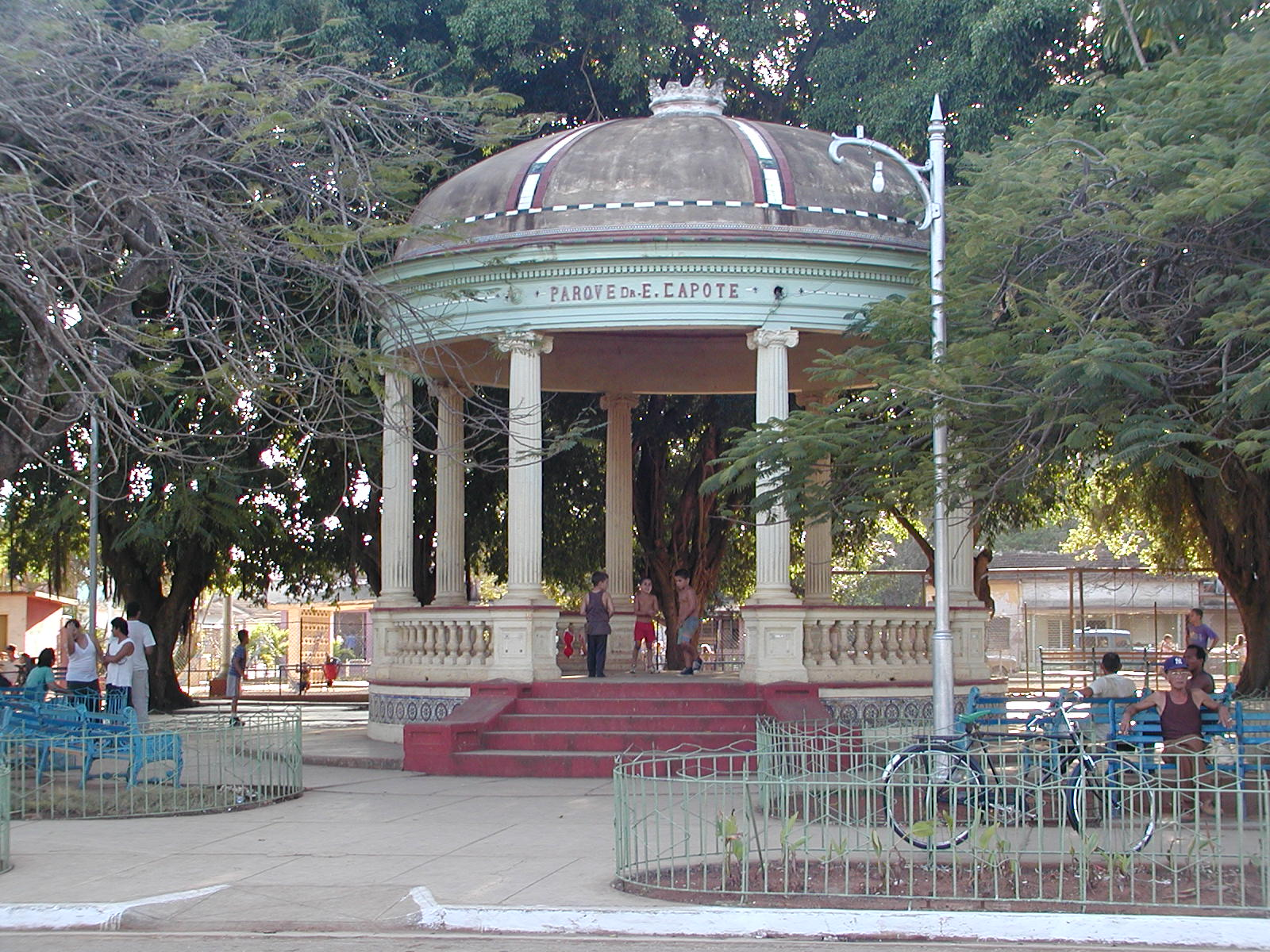

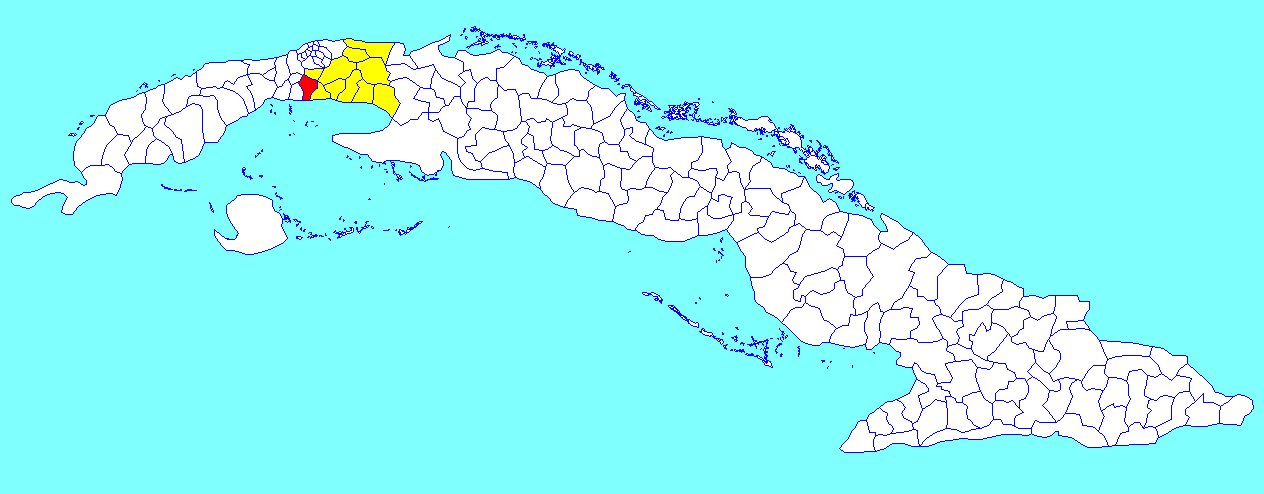

基比坎（西班牙語：Quivicán），是古巴的城鎮，位於該國西部，由瑪雅貝克省負責管轄，始建於1700年，面積283平方公里，海拔高度50米，2004年普查人口總數為29,253人，人口密度每平方公里103.4人。